# ناتاشا شوفانی
ناتاشا شوفانی (انگلیسی: Natasha Choufani؛ زادهٔ ۶ اوت ۱۹۸۹) هنرپیشه اهل امارات متحده عربی است.

## زندگی نامه
ناتاشا شوفانی در سال ۱۹۸۹ در ابوظبی امارات متحده عربی به دنیا آمد.
او تحصیلات خود را در رشته روزنامه نگاری و تئاتر در دانشگاه آمریکایی لبنان ادامه داد و در سال ۲۰۱۰ فارغ‌التحصیل شد و در سال ۲۰۱۳ بازیگری را شروع کرد.